# Comuna Svedala
Svedala (Svedala kommun) este o comună din comitatul Skåne län, Suedia, cu o populație de 20.067 locuitori (2013).

## Geografie

### Zone urbane
Lista celor mai mari zone urbane din comună (anul 2015) conform Biroului Central de Statistică al Suediei:
| Nr | Zona urbană | Pop.   |
| -- | ----------- | ------ |
| 1  | Svedala     | 11.796 |
| 2  | Bara        | 3.743  |
| 3  | Klågerup    | 1.940  |
| 4  | Holmeja     | 226    |

## Demografie
| \| Evoluția demografică în comuna Svedala, 1970–2015 \| Evoluția demografică în comuna Svedala, 1970–2015 \| Evoluția demografică în comuna Svedala, 1970–2015 \| Evoluția demografică în comuna Svedala, 1970–2015 \| Evoluția demografică în comuna Svedala, 1970–2015 \| \| ----------------------------------------------------------------------------------------------------- \| ------------------------------------------------- \| ------------------------------------------------- \| ------------------------------------------------- \| ------------------------------------------------- \| \| An \| \| \| Locuitori \| \| \| 1970 \| 1970 \| \| 10166 \| 10166 \| \| 1975 \| 1975 \| \| 13244 \| 13244 \| \| 1980 \| 1980 \| \| 15471 \| 15471 \| \| 1985 \| 1985 \| \| 16741 \| 16741 \| \| 1990 \| 1990 \| \| 17397 \| 17397 \| \| 1995 \| 1995 \| \| 17915 \| 17915 \| \| 2000 \| 2000 \| \| 17905 \| 17905 \| \| 2005 \| 2005 \| \| 18716 \| 18716 \| \| 2010 \| 2010 \| \| 19822 \| 19822 \| \| 2015 \| 2015 \| \| 20462 \| 20462 \| \| Sursa: SCB - Statistika Centralbyrån, Folkmängd efter region, civilstånd, ålder och kön. År 1968–2016 \| \| \| \| \| |      |  |           |       |
| Evoluția demografică în comuna Svedala, 1970–2015 |      |  |           |       |
| An |      |  | Locuitori |       |
| 1970 | 1970 |  | 10166     | 10166 |
| 1975 | 1975 |  | 13244     | 13244 |
| 1980 | 1980 |  | 15471     | 15471 |
| 1985 | 1985 |  | 16741     | 16741 |
| 1990 | 1990 |  | 17397     | 17397 |
| 1995 | 1995 |  | 17915     | 17915 |
| 2000 | 2000 |  | 17905     | 17905 |
| 2005 | 2005 |  | 18716     | 18716 |
| 2010 | 2010 |  | 19822     | 19822 |
| 2015 | 2015 |  | 20462     | 20462 |
| Sursa: SCB - Statistika Centralbyrån, Folkmängd efter region, civilstånd, ålder och kön. År 1968–2016 |      |  |           |       |